# Эннали, Лоуренс
Лоуренс Эннали (нем. Lawrence Ennali; род. 7 марта 2002, Берлин) — немецкий футболист, полузащитник клуба «Хьюстон Динамо».

## Клубная карьера
Эннали — воспитанник клубов «Алерсберг», «Швабах», «Нюрнберг», «Герта», «Теннис Боруссия Берлин», «Виктория 1889», «Шальке 04» и «Ганновер 96». В 2020 году игрок начал выступать за дублирующий состав последних. 14 августа 2021 года в матче против дрезденского «Динамо» он дебютировал во Второй Бундеслиге. В 2022 году Эннали на правах аренды перешёл в «Рот-Вайсс». 23 июля в матче против «Эльферсберга» он дебютировал в Третьей лиге Германии. 5 августа в поединке против «Дуйсбурга» Лоуренс забил свой первый гол за «Рот-Вайсс».
Летом 2023 года Эннали перешёл в польский «Гурник» из Забже. 23 июля в матче против «Радомяка» он дебютировал в польской Экстраклассе. 1 декабря в поединке против «Погони» из Щецина Лоуренс забил свой первый гол за «Гурник».
18 июля 2024 года Эннали перешёл в клуб MLS «Хьюстон Динамо», подписав контракт до конца сезона 2026 с опцией продления на сезон 2027. За американский клуб он дебютировал 27 июля в матче Кубка лиг 2024 против мексиканского «Атласа», выйдя на замену на 65-й минуте.